# Rose Abdoo
Rose Marie Abdoo (nacida el 28 de noviembre de 1962) es una actriz y comediante estadounidense, conocida por sus papeles como la mecánica local de Stars Hollow, Gypsy, en Gilmore Girls y como la profesora de español Señorita Rodríguez en That's So Raven.

## Vida y carrera
Abdoo nació en Detroit, Michigan. Su padre, Peter Abdoo, era analista de presupuestos para el Cuerpo de Ingenieros del Ejército de los Estados Unidos y su madre, Mary, era ama de casa.
La carrera de Abdoo comenzó en Chicago, donde actuó en varios teatros de improvisación, incluido el Improv Institute y cuatro años con The Second City; Luego desarrolló sus propios programas unipersonales, ¿Quién cree que es? y ve a la parte Acerca de mí. También hizo un programa de variedades de corta duración con Bob Odenkirk y Conan O'Brien llamado Happy Happy Good Show.
Después de graduarse de Southfield High School, Abdoo obtuvo una Licenciatura en Comunicación en 1984 y más tarde una Maestría en Bellas Artes en Actuación, ambas de la Universidad Estatal de Michigan. Fue elegida para varios papeles de teatro universitario y un profesor la animó a estudiar improvisación. Luego se mudó a Chicago, donde se unió a Second City, actuando por primera vez en sus giras nacionales y pasando a su grupo ETC. Como parte de ETC, Abdoo ganó un premio Joseph Jefferson como "Mejor actriz en una revista " en 1991 por su papel en la producción We Made a Mesopotamia, Now You Clean It Up, interpretando lo que el Chicago Tribune llamó "el papel más sustancioso del programa": un viajero de autobús turístico desagradable y sabelotodo."  Luego fue coanfitriona de la ceremonia de premiación en 1994.
Fue nominada junto a sus compañeros de reparto al premio del Sindicato de Actores de Cine al Mejor Reparto por Buenas noches y buena suerte.  En marzo de 2008, Abdoo coprotagonizó la serie web The Writers Room en Crackle. Abdoo se unió al elenco de HBO Hacks como Josefina en 2021.

## Filmografía

### Películas
| Año  | Película                          | Role                         | Notas |
| ---- | --------------------------------- | ---------------------------- | ----- |
| 1997 | My Best Friend's Wedding          | Seamstress                   |       |
| 1998 | U.S. Marshals                     | Donna                        |       |
| 2002 | Unconditional Love                | Contest Winner               |       |
| 2005 | The 40 Year Old Virgin            | Mother at Restaurant         |       |
| 2005 | Good Night, and Good Luck         | Millie Lerner                |       |
| 2006 | I Want Someone to Eat Cheese With | Car Dealership Receptionist  |       |
| 2006 | Relative Strangers                | Frustrated Housewife         |       |
| 2009 | I Hate Valentine's Day            | Attractive Woman             |       |
| 2009 | Legally Blondes                   | Sylvia                       | Video |
| 2011 | Bad Teacher                       | School Secretary             |       |
| 2012 | The Guilt Trip                    | Diana                        |       |
| 2012 | Hotel Transylvania                | Additional Voices            |       |
| 2015 | Cake                              | Innocencia                   |       |
| 2015 | Hotel Transylvania 2              | Ticket Agent (voice)         |       |
| 2016 | Other People                      | Anne                         |       |
| 2017 | Chicanery                         | Arlene Sobel Rosen           |       |
| 2020 | Friendsgiving                     | Linda (Abby's Mom)           |       |
| 2021 | Barb and Star Go to Vista Del Mar | Bev                          |       |
| 2022 | Something from Tiffany's          | Tiffany's Salesperson        |       |
| 2023 | Leo                               | Mia's Mom, TJ's Mom (voices) |       |

### Televisión
| Año          | Título                            | Role                                                  | Notas                                    |
| ------------ | --------------------------------- | ----------------------------------------------------- | ---------------------------------------- |
| 1993         | Johnny Bago                       | Beverly Florio                                        | Episodio: "Big Top Bago"                 |
| 1994         | Missing Persons                   | Marjorie Wren                                         | Episodio: "All They Had to Do Was Ask.." |
| 1995         | Pride &amp; Joy                   | Wendy                                                 | 1.04 "Are You My Mother?"                |
| 2000         | Strangers with Candy              | Senora Maria de los Angeles Poz Montez Garcia y Perez | 2.06 "The Blank Page"                    |
| 2000         | Curb Your Enthusiasm              | Interior Decorator                                    | Episodio: "Interior Decorator"           |
| 1999         | Popular                           | French Teacher                                        | 1.4 Windstruck                           |
| 2001         | Three Sisters                     | Blue Jacket Lady                                      | Episodio: "Blame the Messenger"          |
| 2002–2007    | Gilmore Girls                     | Gypsy                                                 | Rol recurrente; 23 episodios             |
| 2002         | Haunted                           | Gladys Yates                                          | 1.06 "Nocturne"                          |
| 2003–2006    | That's So Raven                   | Senorita Rodriguez                                    | Recurring; 9 episodios                   |
| 2003         | The Division                      |                                                       | 3.07 "Strangers"                         |
| 2005         | Dr. Vegas                         | Dr. Navarro                                           | Episodio: "Babe in the Woods"            |
| 2005         | CSI: NY                           | Blanca Vasquez                                        | 1.17 "The Fall"                          |
| 2005         | Monk                              | Mrs. Monk                                             | 4.08 "Mr. Monk and Little Monk"          |
| 2005         | Inconceivable                     | Dawn                                                  | 1.06 "Face Your Demon Semen"             |
| 2005         | Malcolm in the Middle             | Margie                                                | 6.09 "Malcolm's Car" 7.04 "Halloween"    |
| 2006         | Grand Union                       | Marybeth                                              | TV movie                                 |
| 2007         | In Case of Emergency              | Gladys                                                | 1.04 "Stuck in Amber"                    |
| 2007         | The War at Home                   | Shirra                                                | 2.17 "Kenny Doesn't Live Here Anymore"   |
| 2007         | Nurses                            | Dora                                                  | TV movie                                 |
| 2008         | Brothers & Sisters                | Miss Clara                                            | 3.07 "Do You Believe in Magic"           |
| 2009         | Wizards of Waverly Place          | Mary Lou Fineman                                      | 2.18 "Hugh's Not Normous"                |
| 2009         | WordGirl                          | Great Granny May (voice)                              | Episodio: "Great Granny May"             |
| 2009         | Without a Trace                   | Rachel Gomez                                          | 7.21 "Labyrinths"                        |
| 2010         | Good Luck Charlie                 | Dr. Tish Tushy                                        | 1.12 "Kit and Kaboodle"                  |
| 2010, 2014   | Pretty Little Liars               | Fortune Teller, Dentist                               | 2 episodios                              |
| 2011         | 2 Broke Girls                     | Adin                                                  | 1.12 "And the Pop-Up Sale"               |
| 2012–2013    | Bunheads                          | Sam                                                   | Recurring Role                           |
| 2012         | Psych                             | Mary Pasternak                                        | Episodio: "Right Turn or Left for Dead"  |
| 2012–2015    | Parenthood                        | Gwen Chambers                                         | Recurring Role                           |
| 2013         | The Mentalist                     | Nurse                                                 | 5.18 "Behind the Red Curtain"            |
| 2013–2014    | Shameless                         | Dr. Vega                                              | 2 episodios                              |
| 2014         | Garfunkel and Oates               | Magda                                                 | Episodio: "Hair Swap"                    |
| 2014         | Castle                            | Dr. Cynthia Swann                                     | Episodio: "Driven"                       |
| 2014         | Grey's Anatomy                    | Dr. Kim Dawson                                        | Episodio: "Bend and Break"               |
| 2014         | The Comeback                      | Marianina                                             | 3 episodios                              |
| 2014         | Major Crimes                      | Jane Lewis                                            | Episodio: "Leap of Faith"                |
| 2014         | Baby Daddy                        | Nurse Dalrymple                                       | Episodio: "The Wheeler and the Dealer"   |
| 2015         | The Odd Couple                    | Helen                                                 | Episodio: "Jealous Island"               |
| 2015         | The Grinder                       | Judge Stephanie Rossmyre                              | 2 episodios                              |
| 2015         | Scandal                           | Senator Linda Moskowitz                               | 4 episodios                              |
| 2016         | Veep                              | Judge                                                 | 2 episodios                              |
| 2016         | Mike & Molly                      | Madame Vianne                                         | Episodio: "Curse of the Bambino"         |
| 2016         | Gilmore Girls: A Year in the Life | Gypsy / Berta                                         | 4 episodios                              |
| 2017         | Criminal Minds                    | Janel Desmond                                         | Episodio: "Blue Angel"                   |
| 2018         | The Middle                        | Mrs. Jodie Kozicki                                    | Episodio: "The Crying Game"              |
| 2019         | Grace and Frankie                 | Audrey                                                | Episodio: "The Pharmacy"                 |
| 2019         | Better Things                     | Ida                                                   | Episodio: "No Limits"                    |
| 2019         | Bless This Mess                   | Linda                                                 | 2 episodios                              |
| 2020         | Saved by the Bell                 | Ms. Mandrake                                          | 2 episodios                              |
| 2021–present | Hacks                             | Josefina                                              | Rol recurrente                           |
| 2022         | Call Me Kat                       | Mary                                                  | 1 episodio                               |
| 2022         | Celebrity Family Feud             | Herself                                               | Episodio: “Abbott Elementary vs. Hacks”  |
| 2022         | Reboot                            | Selma                                                 | Rol recurrente                           |
| 2022         | Ghosts                            | Paula                                                 | 1 episodio                               |
| 2023         | NCIS: Los Angeles                 | Special Agent Daisy Van Zant                          | Episodio: "Maybe Today"                  |